# Tivoli World
Tivoli World es un parque de atracciones situado en la Costa del Sol, en el municipio de Benalmádena, provincia de Málaga, España.

## Historia
Este parque de atracciones fue inaugurado el 20 de mayo de 1972 por el danés Ben Olsen que empleó la denominación del emblemático parque de atracciones de Copenhague Jardines Tivoli. Contó con el apoyo del alcalde de Benalmádena Enrique Bolín Pérez-Argemí y supuso una gran innovación en el equipamiento de ocio de la Costa del Sol.
En 2004 el parque fue adquirido por el empresario Rafael Gómez Sánchez y en 2007 fue comprado por el Grupo Inmobiliario Tremón.
En 2012 celebró su 40° aniversario contabilizando a lo largo de estos más de 30 millones de visitas a sus instalaciones. En 2020 entró en concurso de acreedores, con deudas a la Seguridad Social y a la Agencia Tributaria de más de 8 millones de euros. Cerró debido a la problemática añadida de la crisis económica derivada de la pandemia de Covid-19. El parque reabrirá sus puertas en el año 2028, ya que Tremón y el Ayuntamiento de Benalmadena han llegado a un gran acuerdo, donde el parque incluirá una zona comercial y un hotel.

## Atracciones, tómbolas y espectáculos

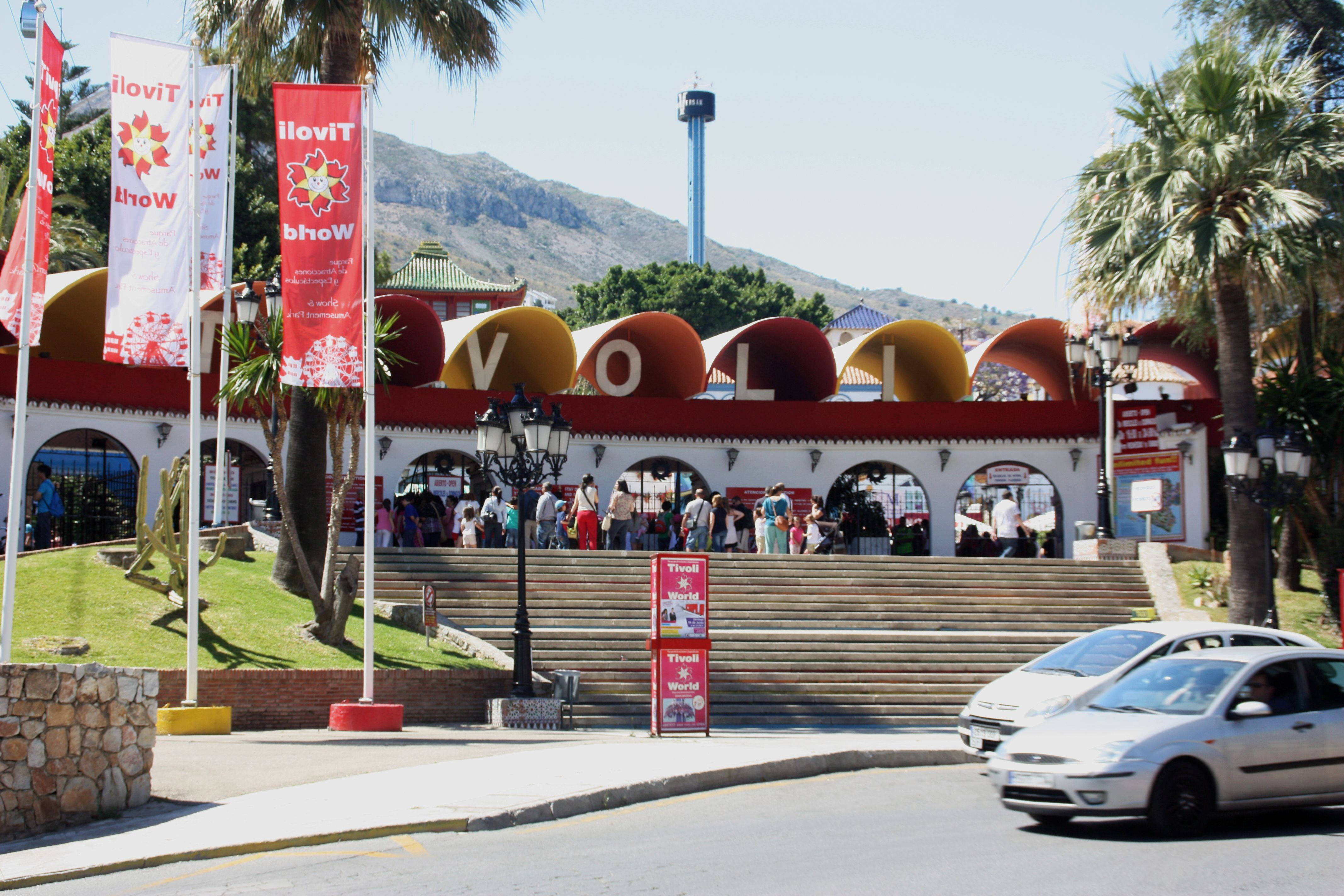
Entrada

### Tómbolas
Disponía de siete tómbolas con juegos de feria: dardos, galería de tiro, pesca de patos, carrera de camellos y otros juegos de habilidad o azar.

### Atracciones
Tívoli World contaba con más de 30 atracciones para todos los públicos. Entre las atracciones se encontraban la Torre de Caída Libre de 60 Metros, el Techno Jump, el mítico Trenecito, las Barcas de Choque, montaña rusa, noria y la Mansión del Terror.

### Espectáculos
Ofrecía un extenso programa de shows y animación en las plazas del Oeste, Andalucía y del Barco Misterioso. Contaba además con un auditorio al aire libre con capacidad para 2.200 personas en el que se ofrecían obras musicales, de baile, de humor e infantiles. A lo largo de sus cincuenta años en el Tívoli actuaron artistas de primera fila: Julio Iglesias, Montserrat Caballé, Lola Flores, Antonio Machín, Mecano, James Brown, Boney M., Miguel Ríos, Raphael o Alejandro Sanz.

## Instalaciones
El parque consta de paseos ajardinados con edificios de restaurantes y tiendas de varios países del mundo. Existían zonas temáticas como Los Bucaneros, con montajes en torno al mundo de los piratas.

## Documental
- Durante la celebración del festival de Cine de Málaga 2024, se presentó el documental "Tívoli", en el que se hacía un recorrido histórico sobre el parque.[6]